# Oskar Werner
Oskar Werner, születési nevén Oskar Josef Bschließmayer (Bécs, 1922. november 13. – Marburg an der Lahn, 1984. október 23.) Golden Globe-díjas osztrák színész, rendező, forgatókönyvíró.

## Fiatalkora
Nagyanyja Karoline Zelta, anyja Steffi Bschließmayer volt. A gyermek hatéves korában szülei elváltak. Nagybátyja, Franz Zelta világosító volt a Sascha-Filmnél. Filmrészleteket vitt haza, Oskar házimozit fabrikált, ez lett a „Bschließmayer-Kino“.
Werner népiskolába, majd reáliskolába járt. Tizenévesen már fellépett kabaréban és színházban is.

## Pályafutása
Érettségit nem tett, a bécsi Burgtheater szerződtette. A fiatal színész 1941 októberében debütált Oskar Werner néven. Decemberben a Wehrmacht behívta. Az orosz frontra küldték, ahol szakszolgálatos lett. Decemberben családjával megszökött, a Bécsi-erdőben rejtőztek. Visszatért a bécsi színpadokra, majd 1948-ban eljátszotta első filmszerepét: Engel mit der Posaune. Angliában ugyanennek az angol változatában is játszott: The Angel With The Trumpet. 
1950-ben Hollywoodba ment. Első amerikai filmje, a Decision Before Dawn után visszatért a bécsi színpadokra.
1952-ben egy építész barátjával ötezer kötetes könyvtárral rendelkező házat épített a liechtensteini Triesen városában. 1953-ban Frankfurt am Mainban játszotta a Hamlet címszerepét. 1956-ban Bécsben játszotta ugyanezt a szerepet. 1958-ban az Ein gewisser Judas című tévéfilm forgatókönyvét írta (Erasmus Nothnagel néven), ő rendezte és játszott is benne. 1963-ban színjátszókört alapított Theater Ensemble Oskar Werner néven.
Legismertebb filmjeit az 1960-as években forgatta (Jules és Jim, 451 Fahrenheit, Bolondok hajója). Utóbbiban nyújtott alakításáért 1966-ban Oscar-díjra is jelölték a legjobb férfi főszereplő kategóriában. A Magyarországon igen népszerű Columbo című krimi-sorozatban is játszott.
1970-ben Hamletet rendezett a Salzburgi Ünnepi Játékokon. Utolsó fellépése 1983-ban a Homburg hercegében volt, Kremsben.

## Halála
1984. október 22-én egy NSZK-beli felolvasás közben rosszul lett. Másnap szívroham következtében meghalt.
Választott hazájában, Liechtensteinben temették el.

## Magánélete
Első felesége Elisabeth Kallina volt. 1944-ben született lányuk, Eleonore. 
1954-ben újra megnősült, második felesége az amerikai Anne Power lett, később tőle is elvált. 1966 megszületett házasságon kívüli fia, Felix Florian, édesanyja az amerikai Diane Anderson volt. 
Az 1970-es években Antje Weisgerber német színésznővel élt együtt.

## Filmográfia

### Film
| Év   | Magyar cím                 | Eredeti cím                       | Szerep                                   | Magyar hang     |
| ---- | -------------------------- | --------------------------------- | ---------------------------------------- | --------------- |
| 1938 |                            | Geld fällt vom Himmel             | Der Stift Erasmus                        |                 |
| 1939 |                            | Hotel Sacher                      | liftesfiú                                |                 |
| 1939 |                            | Leinen aus Irland                 | liftesfiú (stáblistán nincs feltüntetve) |                 |
| 1948 |                            | Der Engel mit der Posaune         | Hermann Alt                              |                 |
| 1949 |                            | Eroica                            | Karl van Beethoven                       |                 |
| 1950 |                            | The Angel with the Trumpet        | Herman Alt                               |                 |
| 1951 |                            | Das gestohlene Jahr               | Peter Brück                              |                 |
| 1951 |                            | Ruf aus dem Äther                 | diák                                     |                 |
| 1951 |                            | The Wonder Boy                    | Rudi                                     |                 |
| 1951 |                            | Ein Lächeln im Sturm              | Francois Mercier                         |                 |
| 1951 |                            | Decision Before Dawn              | Karl "Happy" Maurer tizedes              |                 |
| 1955 | Utolsó felvonás            | Der letzte Akt                    | Wüst tábornok                            |                 |
| 1955 |                            | Espionage                         | Zeno von Baumgarten hadnagy              |                 |
| 1955 |                            | Mozart                            | Wolfgang Amadeus Mozart                  |                 |
| 1955 | Lola Montez                | Lola Montès                       | diák                                     |                 |
| 1962 | Jules és Jim               | Jules and Jim                     | Jules                                    | Haumann Péter   |
| 1962 | Jules és Jim               | Jules and Jim                     | Jules                                    | Fazekas István  |
| 1965 | A kém, aki a hidegből jött | The Spy Who Came In from the Cold | Fiedler                                  | Balázsi Gyula   |
| 1965 | A kém, aki a hidegből jött | The Spy Who Came In from the Cold | Fiedler                                  | Mihályi Győző   |
| 1965 | Bolondok hajója            | Ship of Fools                     | Dr. Schumann                             | Mécs Károly     |
| 1965 | Bolondok hajója            | Ship of Fools                     | Dr. Schumann                             | Tordy Géza      |
| 1966 | 451 Fahrenheit             | Fahrenheit 451                    | Guy Montag                               | Hegedűs D. Géza |
| 1968 |                            | Interlude                         | Stefan Zelter                            |                 |
| 1968 | A halász cipője            | The Shoes of the Fisherman        | David Telemond atya                      |                 |
| 1976 | Az elátkozottak utazása    | Voyage of the Damned              | Egon Kreisler professzor                 | Végvári Tamás   |
| 1976 | Az elátkozottak utazása    | Voyage of the Damned              | Egon Kreisler professzor                 | Hegedűs D. Géza |

### Televízió

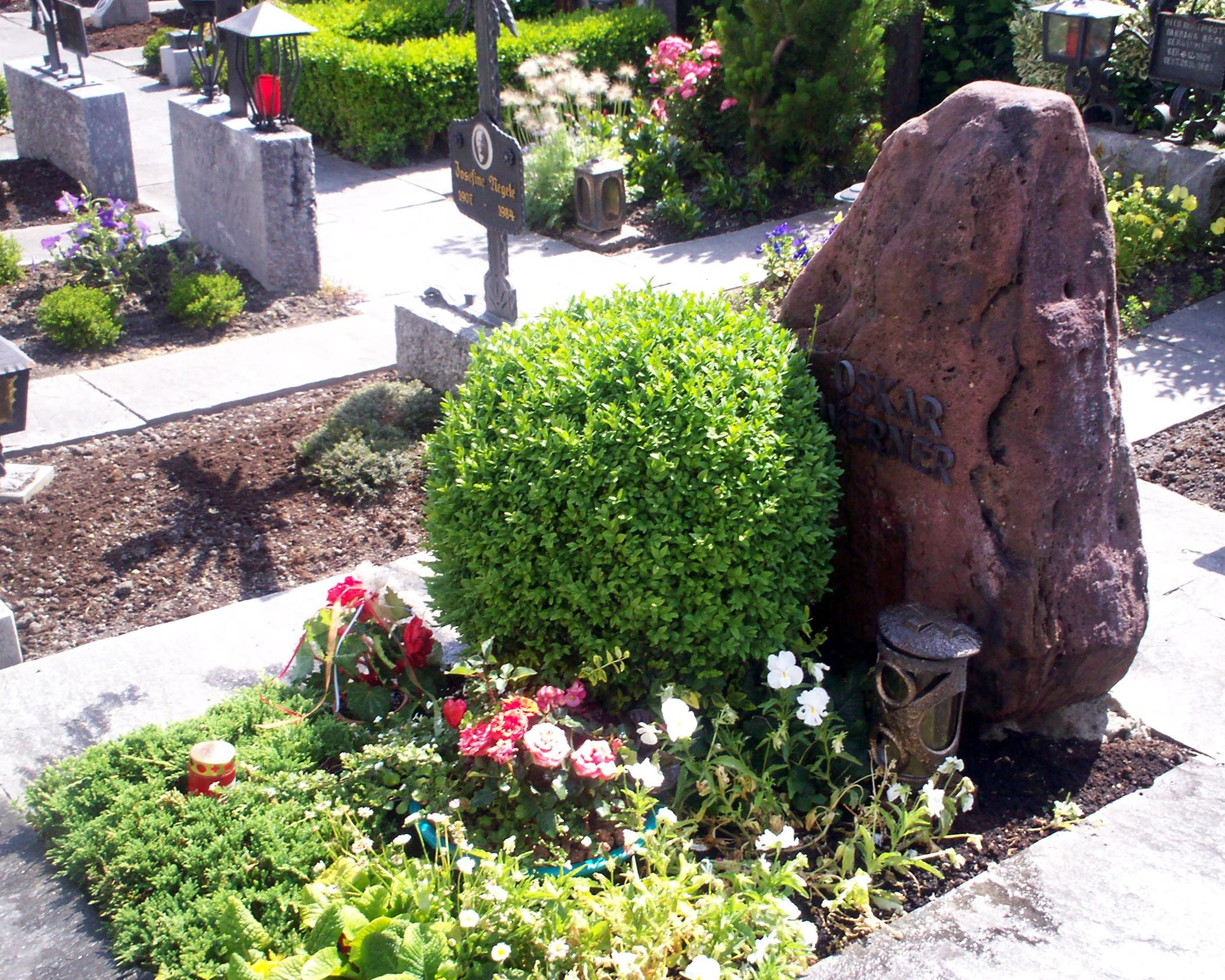
Oskar Werner sírja (Triesen/Liechtenstein)

| Év   | Cím                | Szerep          | Megjegyzések                                                                  |
| ---- | ------------------ | --------------- | ----------------------------------------------------------------------------- |
| 1958 | Ein gewisser Judas | Júdás           | tévéfilm                                                                      |
| 1964 | Torquato Tasso     | Torquato Tasso  | tévéfilm                                                                      |
| 1975 | Columbo            | Harold Van Wick | - 1 epizód (Visszajátszás) - magyar hangja: - Kristóf Tibor - Hegedűs D. Géza |